# Natalija Szerstniowa
Natalija Ołeksijiwna Szerstniowa, ukr. Наталія Олексіївна Шерстньова (ur. 3 marca 1973 w Mikołajowie) – ukraińska narciarka dowolna specjalizująca się w skokach akrobatycznych, uczestniczka Zimowych Igrzysk Olimpijskich 1994, dwukrotna uczestniczka mistrzostw świata w narciarstwie dowolnym, młodzieżowa wicemistrzyni świata z 1990 roku.
Wzięła udział w zawodach demonstracyjnych podczas igrzysk w Albertville i zajęła dziewiąte miejsce w skokach akrobatycznych. Podczas igrzysk w Lillehammer w 1994 roku w tej samej konkurencji, będącej już pełnoprawnymi zawodami olimpijskimi, zajęła piąte miejsce ze stratą niecałych 12 punktów do zwyciężczyni – Liny Cheryazovej.
Dwukrotnie uczestniczyła w mistrzostwach świata, w obu przypadkach startując w skokach akrobatycznych. W marcu 1993 roku w Altenmarkt zajęła 22. miejsce, a w lutym 1995 roku w La Clusaz była dwunasta.
W swojej karierze wielokrotnie startowała w zawodach Pucharu Świata. Pierwsze punkty do klasyfikacji generalnej zdobyła w lutym 1991 roku w Mont Gabriel, zajmując jedenaste miejsce. Trzynastokrotnie w karierze uplasowała się w pierwszej dziesiątce zawodów Pucharu Świata. Najwyżej, na czwartym miejscu, została sklasyfikowana w marcu 1994 roku w Altenmarkt. Ponadto była piąra w lutym 1992 roku w Oberjoch, szósta w lutym 1991 roku w Skole i w grudniu 1993 w Tignes, siódma w marcu 1994 roku w Meiringen i w grudniu tego roku w Piancavallo, ósma w grudniu 1993 roku w La Plagne i w grudniu 1997 roku w Piancavallo, dziewiąta w lutym 1994 roku i w marcu 1995 roku w Hundfjället oraz w styczniu 1997 roku w Lake Placid, a dziesiąta w marcu 1992 roku w Altenmarkt i w grudniu 1993 roku w Piancavallo. W klasyfikacji generalnej PŚ w skokach akrobatycznych najwyżej uplasowała się w sezonie 1993/1994 – była czternasta. Również w tym sezonie zajęła najwyższe miejsce w klasyfikacji PŚ w narciarstwie dowolnym – zajęła 36. lokatę.
W kwietniu 1990 roku w Pyhätunturi zajęła drugie miejsce w skokach akrobatycznych na młodzieżowych mistrzostwach świata.

## Osiągnięcia

### Igrzyska olimpijskie
| Miejsce | Dzień     | Rok  | Miejscowość | Konkurencja        | Zwycięzca       |
| ------- | --------- | ---- | ----------- | ------------------ | --------------- |
| 5.      | 13 lutego | 1994 | Lillehammer | Skoki akrobatyczne | Lina Cheryazova |

### Mistrzostwa świata
| Miejsce | Dzień     | Rok  | Miejscowość | Konkurencja        | Zwycięzca       |
| ------- | --------- | ---- | ----------- | ------------------ | --------------- |
| 22.     | 14 marca  | 1993 | Altenmarkt  | Skoki akrobatyczne | Lina Cheryazova |
| 12.     | 19 lutego | 1995 | Clusaz      | Skoki akrobatyczne | Nikki Stone     |

### Puchar Świata

#### Miejsca w klasyfikacji generalnej
- sezon 1990/1991: 54.
- sezon 1991/1992: 51.
- sezon 1992/1993: 65.
- sezon 1993/1994: 36.
- sezon 1994/1995: 54.
- sezon 1996/1997: 69.
- sezon 1997/1998: 90.

#### Miejsca na podium
Szerstniowa nigdy nie stanęła na podium zawodów PŚ.